# Veronica simensis
Veronica simensis är en grobladsväxtart som beskrevs av Johann Baptist Georg Wolfgang Fresenius. Veronica simensis ingår i släktet veronikor, och familjen grobladsväxter. Inga underarter finns listade i Catalogue of Life.